# Edward Murphy (patinage de vitesse)
Pour les articles homonymes, voir Edward Murphy.
Edward Murphy, surnommé Eddie Murphy, est un patineur de vitesse américain né le 1er février 1905 à La Crosse (Wisconsin) et mort le 20 septembre 1973 à Bellwood (Illinois). Il est notamment médaillé d'argent sur 5 000 mètres aux Jeux olympiques d'hiver de 1932.

## Biographie
Edward Murphy naît dans le Wisconsin puis s'installe à Chicago étant enfant. Il obtient une troisième place aux Championnats du monde extérieurs en 1925. Aux Jeux olympiques d'hiver de 1928 à Saint-Moritz en Suisse, qui constituent sa seule compétition disputée en Europe, il est notamment 5e sur 1 500 mètres. Murphy participe aussi aux Jeux olympiques d'hiver de 1932, organisés à Lake Placid aux États-Unis. Avantagé par l'utilisation du style nord-américain, avec départs en groupe, il est médaillé d'argent sur 5 000 mètres.